# 新★得するテレビ ホンジャマカな日曜日
『新★得するテレビ ホンジャマカな日曜日』（しん とくするテレビ ホンジャマカなにちようび）は、2002年10月6日から2003年9月28日まで朝日放送・日本テレワークの共同制作により、テレビ朝日系列局で毎週日曜 9:30 - 10:00 （日本標準時）に放送されていた生活情報バラエティ番組。全50回。アイリスオーヤマの一社提供。
前番組『快適生活バラエティ 得するテレビ』のコンセプトはそのままに、司会をお笑いコンビのホンジャマカにバトンタッチした番組であるが、番組は1年で終了。これにより、4年間にわたって同系列局で放送されていた『得テレ』シリーズは幕を閉じた。

## 出演者

### 司会
- ホンジャマカ（石塚英彦・恵俊彰）

### ナレーター
- 赤松珠抄子

## テーマ曲

### オープニングテーマ
- 曲名不詳（The NaB's）

### エンディングテーマ
- C'est La Vie （ICE）
- 桜（河口恭吾）